# 巴辛 (密西西比州)
巴辛（英語：Basin）是位於美國密西西比州喬治縣的非建制地區。

## 歷史
巴辛的郵局於1887年設立，其後於1922年停運。

## 地理
巴辛所處的海拔為高於海平面43米（即141英呎），而該地所採用的時區為UTC-6，即北美中部時區（CST）。同時該地設有夏令時間，為UTC-6調快一小時，即UTC-5（CDT）。